# Jess Stacy
Pour les articles homonymes, voir Stacy.
Jesse Alexandria Stacy, né le 11 août 1904 à Bird's Point (Missouri) et mort le 1er janvier 1995 à Los Angeles, est un pianiste de jazz américain. 

## Biographie
Né à Bird's Point dans le Missouri, une petite ville face à Cairo de l'autre côté du fleuve Mississippi, il parrend le piano avec Mabel Irene Bailey, qui jouait du piano pour des films muets. En 1918, il s'installe à Cape Girardeau et suit les cours de Clyde Brandt, professeur de piano et de violon au Southeast Missouri State Teachers College (Southeast Missouri State University (en)) tout en étant balayeur chez Clark's Music Store.
En 1920, il joue du piano dans l'ensemble de jazz de Peg Meyer à l'école secondaire Cape Girardeau, au Bluebird Confectionary et au Sweet Shop. Les camarades de classe les appelaient les Agony Four. En 1921, le groupe est connu sous le nom de Peg Meyer's Melody Kings (en) et commence à tourner sur des bateaux fluviaux dont le Majectic sur le Mississippi.
Au début des années 1920, Stacy s'installe à Chicago où il se produit avec Paul Mares (en), leader des New Orleans Rhythm Kings. Son jeu est alors influencé par Louis Armstrong et par Earl Hines. 
En 1935, Benny Goodman lui propose de rejoindre son groupe. Stacy déménage alors à New York où il vit de 1935 à 1939 et se produit avec le Benny Goodman Orchestra, dont dans le The Famous 1938 Carnegie Hall Jazz Concert en 1938. Sa performance en piano solo dans Sing, Sing, Sing est remarquée au point où un critique, David Rickert, écrit : « Au concert du Carnegie Hall, après les représentations théâtrales habituelles, Jess Stacy a été autorisée à jouer en solo et, compte tenu du lieu, ce qui a suivi était approprié... Habitué à simplement jouer du rythme sur l'air, il n'était pas préparé à un tour sous les projecteurs, mais ce qui est sorti de ses doigts était une merveille gracieuse et impressionniste avec des fioritures classiques. C'était la meilleure chose qu'il ait jamais faite... ».
Après avoir quitté le Goodman Orchestra, Stacy rejoint le Bob Crosby Orchestra et les Bob Crosby Bob-Cats. Il remporte le prix piano du magazine DownBeat en 1940.
En 1950, Stacy s'installe à Los Angeles. Sa carrière se concentre sur les clubs. Alors qu'il joue au piano-bar du Leon's Steak House, il sort après qu'une femme ivre a renversé de la bière sur ses genoux. Il annonce qu'il quitte l'industrie de la musique et qu'il se retire des représentations publiques. Il travaille alors comme vendeur, magasinier, facteur et pour les cosmétiques Max Factor (en) avant que diverses sollicitations le convainquent de revenir à la musique. Il joue alors pour Nelson Riddle sur la bande originale de The Great Gatsby en 1974. La même année que la sortie du film, il est invité à jouer au Newport Jazz Festival à New York, et enregistre deux albums chez Chiaroscuro Records (en) en 1974 et 1977. 
Il se produit pour la dernière fois le 1er décembre 1981 dans l'émission Marian McPartland's Piano Jazz.
Il meurt d'une insuffisance cardiaque congestive à Los Angeles le 1er janvier 1995.

### Vie privée
Jess Stacy épouse en 1924 Helen Robinson dont il a un enfant, Frederick Jess. Ils ont divorcé. 
Sa seconde épouse est la chanteuse de jazz Lee Wiley mais ils divorcent en 1948 après trois années de mariage. Sa troisième épouse est Patricia Peck. Ils se marient le 8 septembre 1950.

## Récompenses et distinctions
Jess Stacy a été intronisé au Big Band and Jazz Hall of Fame (en) en 1996.

## Discographie
- 1950 : Piano Moods, Columbia
- 1956 : Jess Stacy, Brunswick
- 1956 : Tribute to Benny Goodman, Atlantic
- 1974 : Stacy Still Swings, Chiaroscuro
- 1977 : Stacy's Still Swinging, Chiaroscuro
- 1983 : Blue Notion, Jazzology
- 1986 : Stacy and Sutton, Affinity[11],[12]